# Крымский скорпион
Крымский скорпион (лат. Euscorpius tauricus) — вид скорпионов из рода Euscorpius семейства Euscorpiidae.

## Ареал и места обитания
Эндемик Крыма, встречается главным образом на Южном берегу (хотя известны находки из Феодосии, Евпатории, Симферополя и Керчи). Вероятно, это наиболее изолированная европейская популяция скорпионов рода Euscorpius: ближайшее место, где встречаются представители этого рода, лежит на 500 км западнее (в Румынии). Живёт крымский скорпион в трещинах в камнях и старых строениях.

## Внешний вид
Окраска светло-жёлтая, клешни буроватые. Длина 35—40 мм. Имеет 6 глаз: пара сверху и по одной паре с каждой стороны головы.

## Классификация
Отдельным видом крымского скорпиона считали издавна — скорее благодаря его географической изолированности, чем морфологическим особенностям. Кроме того, иногда его рассматривали как подвид вида Euscorpius carpathicus. В 2002 году анализ митохондриальной ДНК подтвердил самостоятельность вида Euscorpius tauricus. Оказалось, что он является сестринским таксоном по отношению к группе видов из Греции, Румынии, Франции и Хорватии. На основе данных о распространении и родственных связях видов рода Euscorpius предполагается, что крымский скорпион — реликт доплейстоценового времени.